# No One Else Can Wear Your Crown
No One Else Can Wear Your Crown — третій студійний альбом лондонського альт-поп дуету Oh Wonder, випущений лейблом Island Records 7 лютого 2020 року. Цьому передував вихід синглів «Hallelujah», «Better Now», «I Wish I Never Met You» і «Happy». У березні та квітні 2020 року дует планував вирушити у світове турне на підтримку альбому, але останню частину туру, включаючи весь північноамериканський сегмент, було відкладено через пандемію COVID-19.

## Запис
Oh Wonder написали та записали альбом у їхній домашній студії, а зведенням пісень займався Чензо Тауншенд. Кліп на перший сингл з альбому «Hallelujah» був знятий на закинутому гольф-клубі на Київщині.

## Трек-лист
Усі треки, спродюсовані Oh Wonder, окрім «How it Goes» і «Drunk on You», вони спродюсовані разом із Starsmith.
| #     | Назва                    | Автор                                           | Тривалість |
| ----- | ------------------------ | ----------------------------------------------- | ---------- |
| 1.    | «Dust»                   | Josephine Vander Gucht Anthony West             | 2:40       |
| 2.    | «Happy»                  | Vander Gucht West Alexandra Yatchenko           | 2:53       |
| 3.    | «Better Now»             | Vander Gucht West Joseph Janiak                 | 3:18       |
| 4.    | «Hallelujah»             | Vander Gucht West                               | 3:11       |
| 5.    | «In and Out of Love»     | Vander Gucht West                               | 2:57       |
| 6.    | «How It Goes»            | Vander Gucht West Finlay Dow-Smith              | 3:25       |
| 7.    | «Drunk On You»           | Vander Gucht West Dow-Smith Lawrence Principato | 3:09       |
| 8.    | «Nothing But You»        | Vander Gucht West                               | 3:16       |
| 9.    | «I Wish I Never Met You» | Vander Gucht West                               | 2:58       |
| 10.   | «Nebraska»               | Vander Gucht West                               | 2:54       |
| 30:41 |                          |                                                 |            |

| Deluxe edition bonus tracks | Deluxe edition bonus tracks | Deluxe edition bonus tracks            | Deluxe edition bonus tracks |
| #                           | Назва                       | Автор                                  | Тривалість                  |
| --------------------------- | --------------------------- | -------------------------------------- | --------------------------- |
| 11.                         | «Hallelujah» (acoustic)     | Vander Gucht West                      | 3:46                        |
| 12.                         | «Better Now» (acoustic)     | Vander Gucht West Janiak               | 3:13                        |
| 13.                         | «Happy» (acoustic)          | Vander Gucht West Yatchenko            | 3:31                        |
| 14.                         | «Drunk on You» (acoustic)   | Vander Gucht West Dow-Smith Principato | 3:17                        |
| 15.                         | «Hallelujah» (unplugged)    | Vander Gucht West                      | 3:51                        |
| 48:19                       |                             |                                        |                             |

## Чарти
| Чарт (2020)                                | Пікова позиція |
| ------------------------------------------ | -------------- |
| Australian Digital Albums (ARIA)           | 46             |
| Бельгія Belgian Albums (Ultratop Flanders) | 84             |
| Нідерланди Dutch Albums (MegaCharts)       | 86             |
| Шотландія Scottish Albums (OCC)            | 17             |
| Велика Британія UK Albums (OCC)            | 8              |